# Campionati mondiali di pugilato dilettanti 2007
I Campionati mondiali di pugilato dilettanti del 2007 (AIBA World Boxing Championships) si sono tenuti a Chicago (USA) dal 23 ottobre al 3 novembre, presso lo UIC Pavilion.

## Risultati

### Pesi Minimosca
| Medaglia | Atleta          | Paese      |  |
| -------- | --------------- | ---------- |  |
|          | Zou Shiming     | Cina       |  |
|          | Harry Tañamor   | Filippine  |  |
|          | Amnat Ruanroeng | Thailandia |  |
|          | Nordine Oubaali | Francia    |  |

### Pesi Mosca
| Medaglia | Atleta           | Paese       |  |
| -------- | ---------------- | ----------- |  |
|          | Raushee Warren   | Stati Uniti |  |
|          | Somjit Jongjohor | Thailandia  |  |
|          | Vincenzo Picardi | Italia      |  |
|          | Samir Mammadov   | Azerbaigian |  |

### Pesi Gallo
| Medaglia | Atleta                | Paese       |  |
| -------- | --------------------- | ----------- |  |
|          | Sergey Vodopyanov     | Russia      |  |
|          | Enkhbatyn Badar-Uugan | Mongolia    |  |
|          | McJoe Arroyo          | Porto Rico  |  |
|          | Joe Murray            | Regno Unito |  |

### Pesi Piuma
| Medaglia | Atleta           | Paese   |  |
| -------- | ---------------- | ------- |  |
|          | Albert Selimov   | Russia  |  |
|          | Vasyl' Lomačenko | Ucraina |  |
|          | Yakup Kilic      | Turchia |  |
|          | Li Yang          | Cina    |  |

### Pesi Leggeri
| Medaglia | Atleta             | Paese          |  |
| -------- | ------------------ | -------------- |  |
|          | Frankie Gavin      | Regno Unito    |  |
|          | Domenico Valentino | Italia         |  |
|          | Aleksej Tiščenko   | Russia         |  |
|          | Kim Song-guk       | Corea del Nord |  |

### Pesi Superleggeri
| Medaglia | Atleta            | Paese       |  |
| -------- | ----------------- | ----------- |  |
|          | Serik Sapiyev     | Kazakistan  |  |
|          | Gennady Kovalev   | Russia      |  |
|          | Masatsugu Kawachi | Giappone    |  |
|          | Bradley Saunders  | Regno Unito |  |

### Pesi Welter
| Medaglia | Atleta            | Paese       |  |
| -------- | ----------------- | ----------- |  |
|          | Demetrius Andrade | Stati Uniti |  |
|          | Non Boonjumnong   | Thailandia  |  |
|          | Adem Kılıççı      | Turchia     |  |
|          | Hanati Silamu     | Cina        |  |

### Pesi Medi
| Medaglia | Atleta                | Paese      |  |
| -------- | --------------------- | ---------- |  |
|          | Matvey Korobov        | Russia     |  |
|          | Alfonso Blanco        | Venezuela  |  |
|          | Bakhtiyar Artayev     | Kazakistan |  |
|          | Sergìj Derev'jančenko | Ucraina    |  |

### Pesi Mediomassimi
| Medaglia | Atleta                | Paese      |  |
| -------- | --------------------- | ---------- |  |
|          | Abbos Atoev           | Uzbekistan |  |
|          | Artur Beterbiyev      | Russia     |  |
|          | Daugirdas Semiotas    | Lituania   |  |
|          | Yerkebuian Shynaliyev | Kazakistan |  |

### Pesi Massimi
| Medaglia | Atleta          | Paese   |  |
| -------- | --------------- | ------- |  |
|          | Clemente Russo  | Italia  |  |
|          | Rachim Čakchiev | Russia  |  |
|          | John M'Bumba    | Francia |  |
|          | Yushan Nijiati  | Cina    |  |

### Pesi Supermassimi
| Medaglia | Atleta             | Paese   |  |
| -------- | ------------------ | ------- |  |
|          | Roberto Cammarelle | Italia  |  |
|          | V"jačeslav Hlazkov | Ucraina |  |
|          | Zhang Zhilei       | Cina    |  |
|          | Islam Timurziev    | Russia  |  |

## Medagliere
| Posizione | Nazione        |    |    |    | Totale |
| 1         | Russia         | 3  | 3  | 2  | 8      |
| 2         | Italia         | 2  | 1  | 1  | 4      |
| 3         | Stati Uniti    | 2  | 0  | 0  | 2      |
| 4         | Cina           | 1  | 0  | 4  | 5      |
| 5         | Regno Unito    | 1  | 0  | 2  | 3      |
| 5         | Kazakistan     | 1  | 0  | 2  | 3      |
| 7         | Uzbekistan     | 1  | 0  | 0  | 1      |
| 8         | Thailandia     | 0  | 2  | 1  | 3      |
| 8         | Ucraina        | 0  | 2  | 1  | 3      |
| 10        | Mongolia       | 0  | 1  | 0  | 1      |
| 10        | Filippine      | 0  | 1  | 0  | 1      |
| 10        | Venezuela      | 0  | 1  | 0  | 1      |
| 13        | Turchia        | 0  | 0  | 2  | 2      |
| 13        | Francia        | 0  | 0  | 2  | 2      |
| 15        | Azerbaigian    | 0  | 0  | 1  | 1      |
| 15        | Giappone       | 0  | 0  | 1  | 1      |
| 15        | Lituania       | 0  | 0  | 1  | 1      |
| 15        | Corea del Nord | 0  | 0  | 1  | 1      |
| 15        | Porto Rico     | 0  | 0  | 1  | 1      |
| Totale    | Totale         | 11 | 11 | 22 | 44     |